# قطعنامه ۱۹۵۵ شورای امنیت
قطعنامه  ۱۹۵۵ شورای امنیت سازمان ملل متحد که در تاریخ ۱۴ دسامبر ۲۰۱۰ تصویب شد، سندی بین‌المللی دربارهٔ دیوان جرایم بین‌المللی برای رواندا است. این قطعنامه طی نشست ۶۴۴۷ام با ۱۵ رای موافق، ۰ مخالف و ۰ ممتنع تصویب شد.